# 无毛漏斗苣苔
无毛漏斗苣苔（学名：Didissandra sinica）为苦苣苔科漏斗苣苔属下的一个种。其种加词sinica，意为“中华的”。